# Phanotea cavata
Phanotea cavata là một loài nhện trong họ Zoropsidae.
Loài này thuộc chi Phanotea. Phanotea cavata được Charles E. Griswold miêu tả năm 1994.